# Komandorski-eilanden
De Komandorski-eilanden (Russisch: Командорские острова, Komandorskieje ostrova; "Commandeurseilanden") vormen een verzameling boomloze eilanden in de Beringzee, ten oosten van Kamtsjatka in het Russische Verre Oosten. De eilandengroep bestaat uit het Beringeiland, het Mednyeiland en twee kleine eilanden, Zeeleeuweiland en Zeeottereiland. Geografisch gezien zijn de Komandorski-eilanden het uiterst westelijke uiteinde van de Aleoeten, hoewel ze op honderden kilometers afstand daarvan liggen. De inwoners, Russen en Aleoeten, vissen en jagen op walvissen en andere zeezoogdieren. Het grootste dorpje op de eilanden is Nikolskoje met ongeveer 800 inwoners.
De eilanden werden genoemd naar Vitus Bering die er omkwam in 1741 nadat zijn schip St. Peter zonk tijdens de Tweede Kamtsjatka-expeditie. Sommige bemanningsleden, waaronder de natuuronderzoeker Georg Wilhelm Steller, overleefden dankzij het vlees van de net door Steller ontdekte Stellerzeekoeien. Ze bouwden een nieuwe boot en zeilden terug naar Kamtsjatka. 
Aleoeten werden in 1825 naar de Komandorski-eilanden gebracht door de Russisch-Amerikaanse Compagnie omwille van de zeehondenhandel. De meeste inwoners van Beringeiland kwamen van Atka, die van Mednyeiland van Attu, beide nu Amerikaans bezit. De huidige populatie bestaat voor 2/3 uit Russen en voor 1/3 uit Aleoeten. 
In 1943 vond de Slag om de Komandorski-eilanden plaats in open zee op 160 km ten zuiden van de eilanden. deze slag maakte onderdeel uit van de Slag om de Aleoeten.

## Afbeeldingen

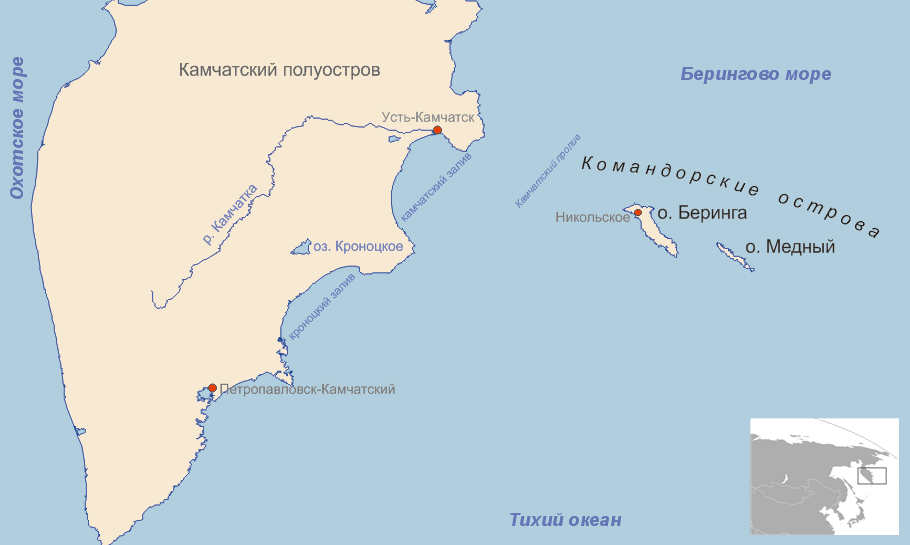
Ligging bij Kamtsjatka
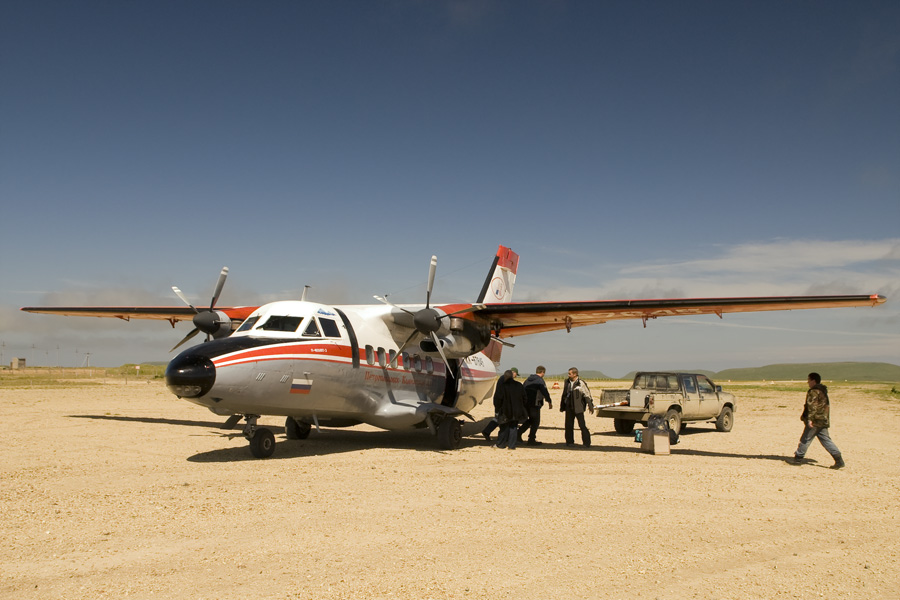
Vliegveld van Nikolskoje (Beringeiland)
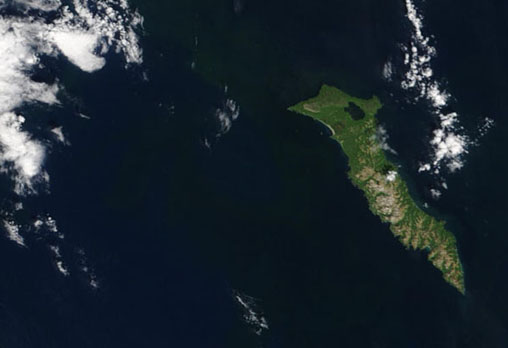
Satellietfoto van Beringeiland
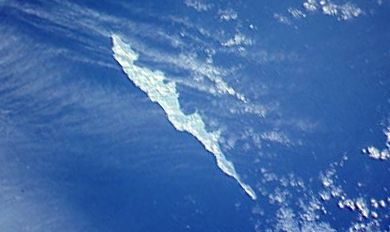
Satellietfoto van Mednyeiland